# Serrungarina
Serrungarina est une commune italienne de la province de Pesaro et Urbino, dans la région Marches.

## Administration
| Période                                  | Période | Identité | Étiquette | Qualité |
| ---------------------------------------- | ------- | -------- | --------- | ------- |
|                                          |         |          |           |         |
| Les données manquantes sont à compléter. |         |          |           |         |

### Hameaux
Bargni, Pozzuolo, Tavernelle.

### Communes limitrophes
Cartoceto, Mombaroccio, Monteciccardo, Montefelcino, Montemaggiore al Metauro, Orciano di Pesaro, Saltara, Sant'Ippolito.